# Talmas
Talmas (picardisch: Talmar) ist eine nordfranzösische Gemeinde mit 1084 Einwohnern (Stand 1. Januar 2022) im Département Somme in der Region Hauts-de-France. Die Gemeinde liegt im Kanton Corbie.

## Geographie
Die Gemeinde liegt rund 3,5 Kilometer nördlich von Villers-Bocage an der Route nationale 25, die hier von der Départementsstraße D60 von Naours nach Contay gekreuzt wird. Wie in der Nachbargemeinde Naours befinden sich in Talmas ausgedehnte Souterrains (muches). Zu Talmas gehört die östlich gelegene Häusergruppe Val-des-Maisons.

## Einwohner
| 1962 | 1968 | 1975 | 1982 | 1990 | 1999 | 2006 | 2010 |
| ---- | ---- | ---- | ---- | ---- | ---- | ---- | ---- |
| 444  | 448  | 554  | 787  | 1027 | 1053 | 1087 | 1093 |

## Verwaltung
Bürgermeister (maire) ist seit 2001 Patrick Blocklet.

## Sehenswürdigkeiten
- Kirche Saint-Aubin, überwiegend aus dem 19. Jahrhundert

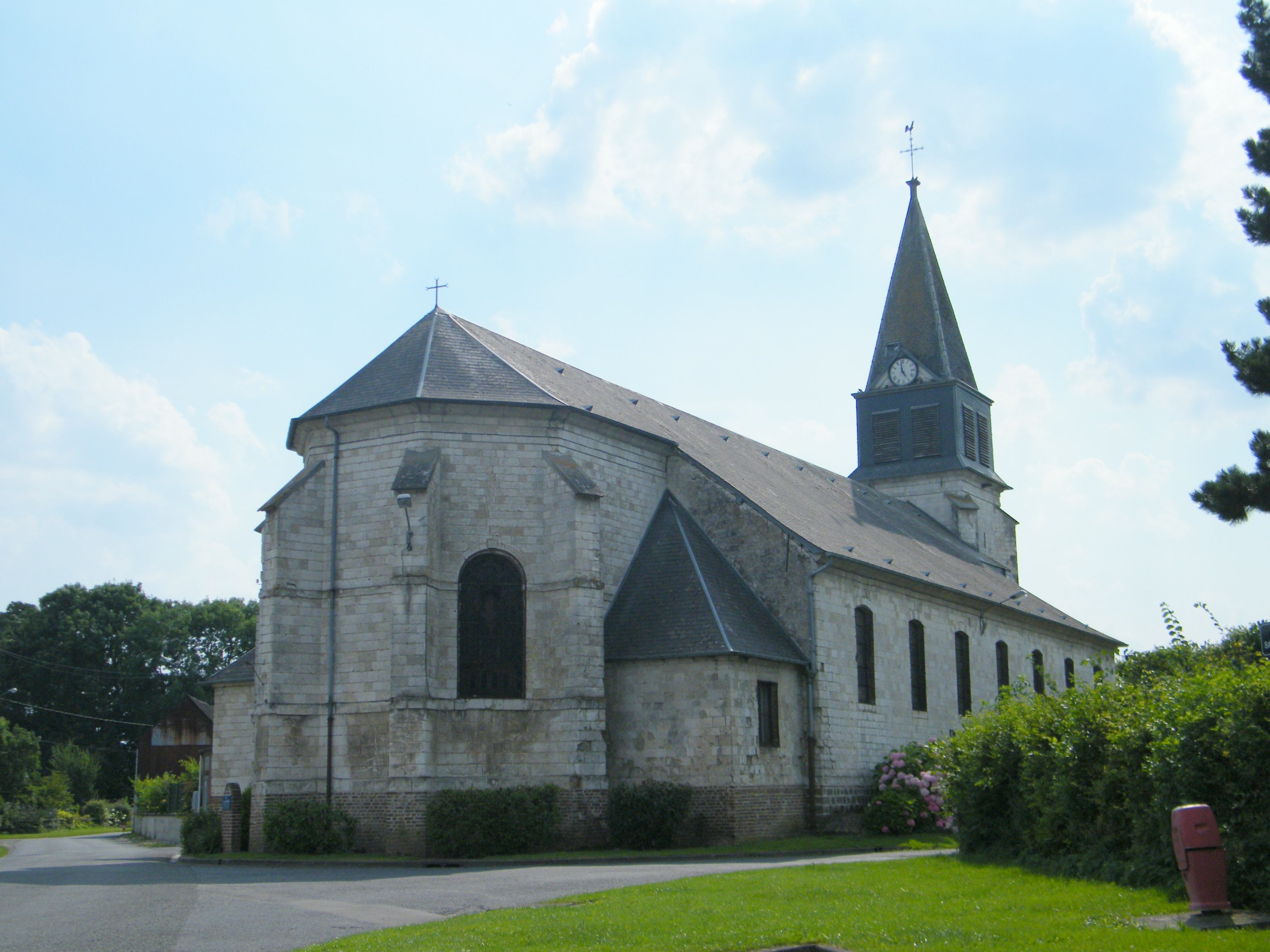
Kirche Saint-Aubin

- Souterrains (muches)